# Szellő, Baranya
Szellő este un sat în districtul Pécsvárad, județul Baranya, Ungaria, având o populație de 133 de locuitori (2011). 

## Demografie
Componența etnică a satului Szellő
     Maghiari (95,42%)
     Germani (4,58%)
Componența confesională a satului Szellő
     Fără religie (14,29%)
     Luterani (3,76%)
     Reformați (3,01%)
     Necunoscută (78,95%)
Conform recensământului din 2011, satul Szellő avea 133 de locuitori. Din punct de vedere etnic, majoritatea locuitorilor (95,42%) erau maghiari, cu o minoritate de germani (4,58%). Nu există o religie majoritară, locuitorii fiind persoane fără religie (14,29%), luterani (3,76%) și reformați (3,01%). Pentru 78,95% din locuitori nu este cunoscută apartenența confesională.